# Рікі Стімбот
Річард Генрі «Дракон» Стімбот (англ. Richard "The Dragon" Steamboat, нар. 28 лютого 1953, Вест Поінт, Нью-Йорк, Сполучені Штати) — колишній американський реслер. Широкому загалу відомий своїми виступами на аренах American Wrestling Association (AWA), National Wrestling Alliance (NWA), World Championship Wrestling (WCW) та World Wrestling Federation (WWF).
За свою кар'єру він був чемпіоном WCW у важкій вазі, чемпіоном Сполучених Штатів WWE, чотири рази телевізійний чемпіоном, дванадцять разів командним чемпіоном світу та одного разу Середньо-Атлантичним командним чемпіоном. У 2009 році був долучений до Зали Слави WWE.